# Цінлун (селище, Хебей)
Цінлун (кит. 青龙镇, пін. Qīnglóng Zhèn) — містечко у КНР, адміністративний центр Цінлун-Маньчжурського автономного повіту у префектурі Ціньхуандао провінції Хебей.

## Географія
Цінлун розташовується у північній частині префектури на висоті понад 200 метрів над рівнем моря.

### Клімат
Містечко знаходиться у зоні, котра характеризується вологим континентальним кліматом зі спекотним літом. Найтепліший місяць — липень із середньою температурою 23.9 °C (75 °F). Найхолодніший місяць — січень, із середньою температурою -8.3 °С (17 °F).
| Клімат Цінлуна          | Клімат Цінлуна | Клімат Цінлуна | Клімат Цінлуна | Клімат Цінлуна | Клімат Цінлуна | Клімат Цінлуна | Клімат Цінлуна | Клімат Цінлуна | Клімат Цінлуна | Клімат Цінлуна | Клімат Цінлуна | Клімат Цінлуна | Клімат Цінлуна |
| Показник                | Січ.           | Лют.           | Бер.           | Квіт.          | Трав.          | Черв.          | Лип.           | Серп.          | Вер.           | Жовт.          | Лист.          | Груд.          | Рік            |
| Середній максимум, °C   | 0              | 2              | 9              | 18             | 24             | 28             | 29             | 28             | 24             | 17             | 8              | 1              | 15             |
| Середня температура, °C | −8             | −4             | 2              | 11             | 17             | 21             | 24             | 23             | 17             | 10             | 2              | −5             | 9              |
| Середній мінімум, °C    | −15            | −11            | −4             | 4              | 10             | 15             | 19             | 17             | 10             | 3              | −4             | −12            | 2              |
| Норма опадів, мм        | 2              | 4              | 9              | 26             | 42             | 93             | 238            | 194            | 63             | 32             | 9              | 3              | 714            |
| ----------------------- | -------------- | -------------- | -------------- | -------------- | -------------- | -------------- | -------------- | -------------- | -------------- | -------------- | -------------- | -------------- | -------------- |
| Джерело: Weatherbase    |                |                |                |                |                |                |                |                |                |                |                |                |                |